# Herb gminy Puławy
Herb gminy Puławy – jeden z symboli gminy Puławy, autorstwa Pawła Dudzińskiego, ustanowiony 17 stycznia 2013.

## Wygląd i symbolika
Herb przedstawia na tarczy w polu czerwonym dzielonym w słup błękitną linią falistą (nawiązanie do Wisły) z lewej strony złoty hełm rzymskiego legionisty ze sztandarem, zakończonym srebrną flagą z czerwonym krzyżem (symbolizuje św. Floriana, patrona kościoła w Gołębiu), natomiast z prawej strony srebrno-złota mitra biskupia i srebrne wiosło (symbole św. Wojciecha, patrona kościoła w Górze Puławskiej). 